# متابولوم
متابولوم به مجموعه متابولیت‌های کوچک شامل متابولیت‌های واسط، هورمون‌ها و ملکول‌های سیگنال دار و همچنین متابولیت‌های ثانویه در یک نمونه زیستی گفته می‌شود. متابولوم به صورت دینامیک بوده و هر لحظه در حال تغییر می‌باشد. در ژانویه سال ۲۰۰۷ میلادی دانشمندان دانشگاه آلبرتا و دانشگاه کلگری پروژه متابولوم انسانی را به پایان رسانده‌اند. آنها تعداد ۲۵۰۰ متابولیت، ۱۲۰۰ مولکول دارو و ۳۵۰۰ مولکول اجزاء غذائی را در بدن انسان شناسائی کردند.